# Doesjeti (gemeente)
Doesjeti (Georgisch: დუშეთის მუნიციპალიტეტი, Doesjetis moenitsipaliteti)) is een gemeente in het noorden van Georgië, gelegen in de regio Mtscheta-Mtianeti. De gemeente heeft een oppervlakte van 2981 km² en heeft ongeveer 27.000 inwoners (2024). De gelijknamige stad is het bestuurlijk centrum. Doesjeti ligt aan zowel de zuid- als noordzijde van de waterscheiding van de Grote Kaukasus en grenst voor een groot deel aan de afscheidingsregio Zuid-Ossetië en Rusland. De Aragvi-rivier heeft zijn bron in de gemeente.

## Geschiedenis
Historisch lag het gebied van de gemeente Doesjeti verdeeld over verschillende etnografische en culturele streken: Chevsoeretië, Psjavi, Mtioeleti en Goedamakari. Na het uiteenvallen van het Koninkrijk Georgië in de 15e eeuw leg het gebied verspreid over de koninkrijken Kartli en Kachetië. In 1801 annexeerde het Russische Rijk het koninkrijk Kartli-Kachetië. De contouren van de moderne bestuurlijke indeling van Georgië werden sindsdien geschapen door de onderverdeling van de Georgische gouvernementen en kwam de naam Doesjeti op als een bestuurlijke eenheid.

### In Russisch Rijk

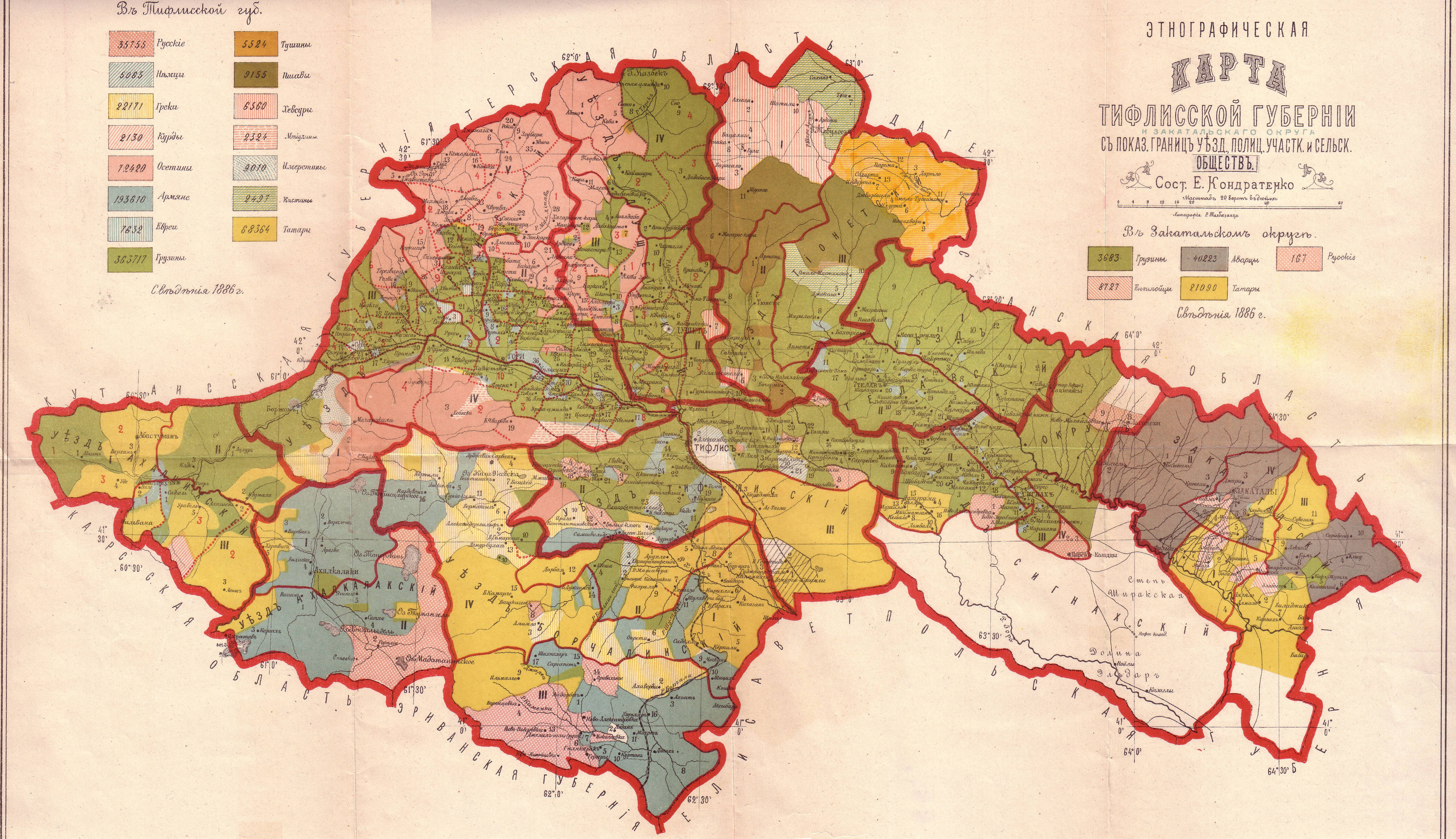
Gouvernement Tiflis: Oejezd Doesjeti middenboven (1886).

Kartli-Kachetië werd omgevormd in het gouvernement Georgië met vijf oejezden (provincies, ook wel mazra genoemd in het Georgisch), waarvan Doesjeti er tot 1840 een was. De stad Doesjeti werd het bestuurlijk centrum van de provincie die groter was dan de hedendaagse gemeente.
In 1840 hield dit oejezd tijdelijk op te bestaan door de fusie van oost- en west-Georgië in het gouvernement Georgië-Imeretië, de herschikking van de oejezden en vervolgens de splitsing van het gouvernement in 1846. In 1867 werd provincie Doesjeti opnieuw opgericht in het gouvernement Tiflis, en omvatte het uiteindelijk een deel van de huidige gemeente aangevuld met gebieden van de moderne gemeenten Mtscheta, Kazbegi (regio Chevi) en Achalgori. Het noorden van de hedendaagse gemeente, de historische regio's Chevsoeretië en Psjavi, vielen onder de provincie Tianeti. Deze situatie bleef bestaan tot het begin van de Sovjet-Unie.

### Vorming district
In 1924 werd de provincie Tianeti aan Doesjeti toegevoegd. Tijdens de bestuurlijke herindelingen in de Sovjet-Unie werd in 1929-1930 het rajon (district) Doesjeti gecreëerd. Tot 1932 was het district onderdeel van de provincie Tiflis, waarna deze provincie opgeheven werd. In het onafhankelijke Georgië werd het district in 1995 onderdeel van de nieuw opgerichte regio (mchare) Mtscheta-Mtianeti, en in 2006 werd het district omgevormd naar een gemeente (municipaliteit) en behield het dezelfde omvang.

## Geografie

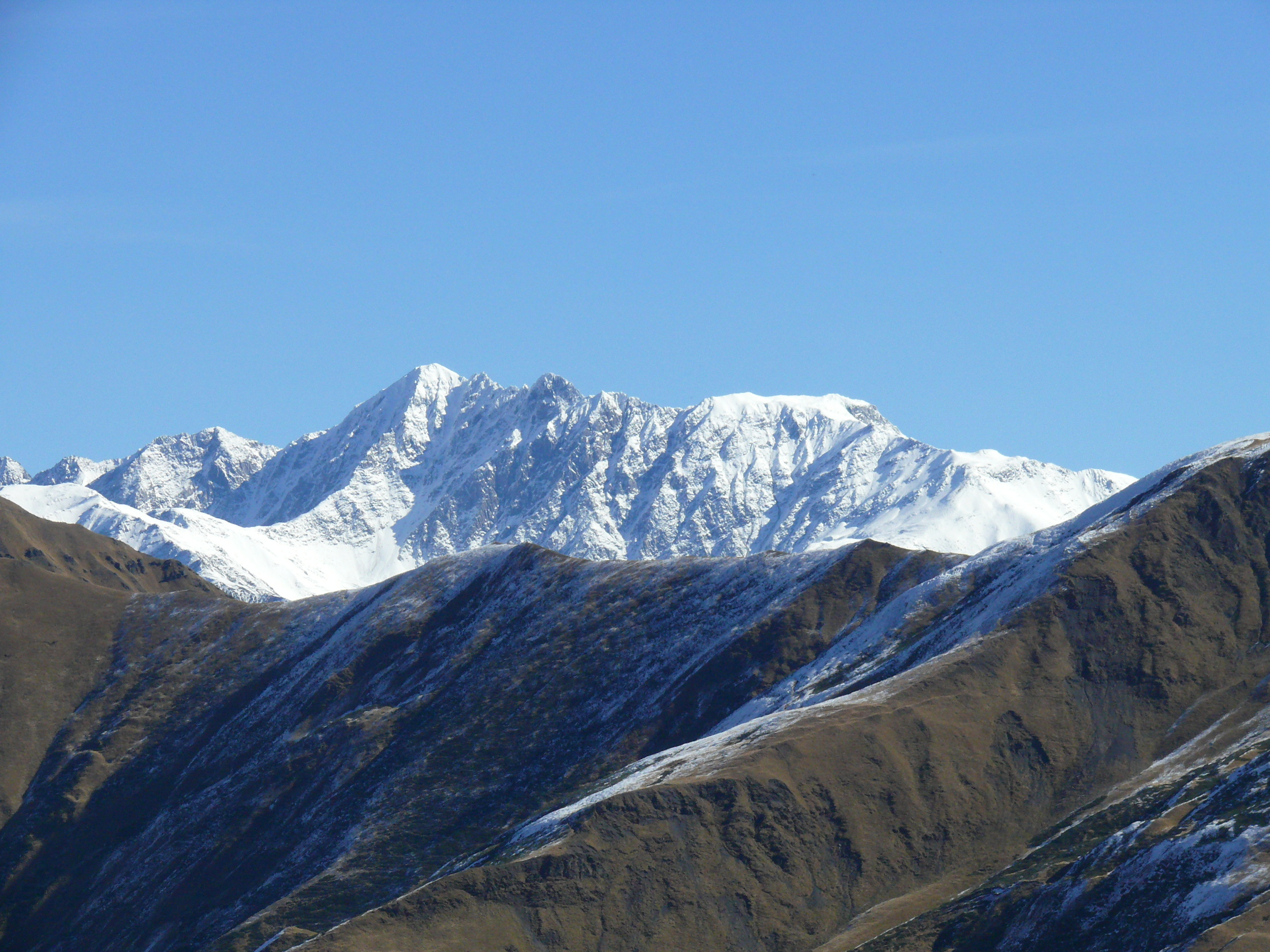
De Maisti (4081 m) is de hoogste berg van Doesjeti.

Doesjeti strekt zich in noord-zuid richting uit over ruim 80 kilometer, een groot en bergachtig gebied. Het wordt in grote mate geografisch bepaald door het stroomgebied van de Aragvirivieren en verschillende subgebergtes van de Grote Kaukasus. Doesjeti grenst aan zes Georgische gemeenten en twee Russische deelrepublieken, te weten Ingoesjetië en Tsjetsjenië. Het grenst tevens aan de Georgische afscheidingsrepubliek Zuid-Ossetië.

### Grote Kaukasus
De bergkam en waterscheiding van de Grote Kaukasus loopt dwars het noorden van de gemeente, waardoor het grootste deel van de streek Chevsoeretië in Europa ligt. De westelijke grens van Doesjeti met Zuid-Ossetië wordt geografisch afgebakend door het Lomisigebergte, terwijl de Mtioeleti- en Goedamakarigebergtes, vernoemd naar de etnografische streken Mtioeleti en Goedamakari, in noord-zuid richting door de gemeente lopen en de verschillende takken van de Aragvirivier scheiden. Het Kartligebergte is ten slotte de oostelijke geografische begrenzing met Tianeti.
De hoogste bergen van de gemeente liggen niet in de bergkam van de Grote Kaukasus, maar op de grens met Rusland, waar toppen boven de 4000 meter uitkomen. De Maisti (4081 m) in het Moetsogebergte is de hoogste top in de gemeente. In de kam van de Grote Kaukasus hebben de toppen een hoogte tussen de 3000 en 3500 meter boven zeeniveau, waarvan de kenmerkende Tsjaoechi (3842 m) op de grens met Kazbegi de hoogste is.
In de hoge delen van de bergen liggen ook een aantal kleine gletsjers. Naar het zuiden toe lopen de dalhoogtes af van ruim 2000 meter boven zeeniveau naar 550 meter op de rand van de Sjida Kartli-vlakte, in het dal van de rivier Aragvi.

### Aragvi

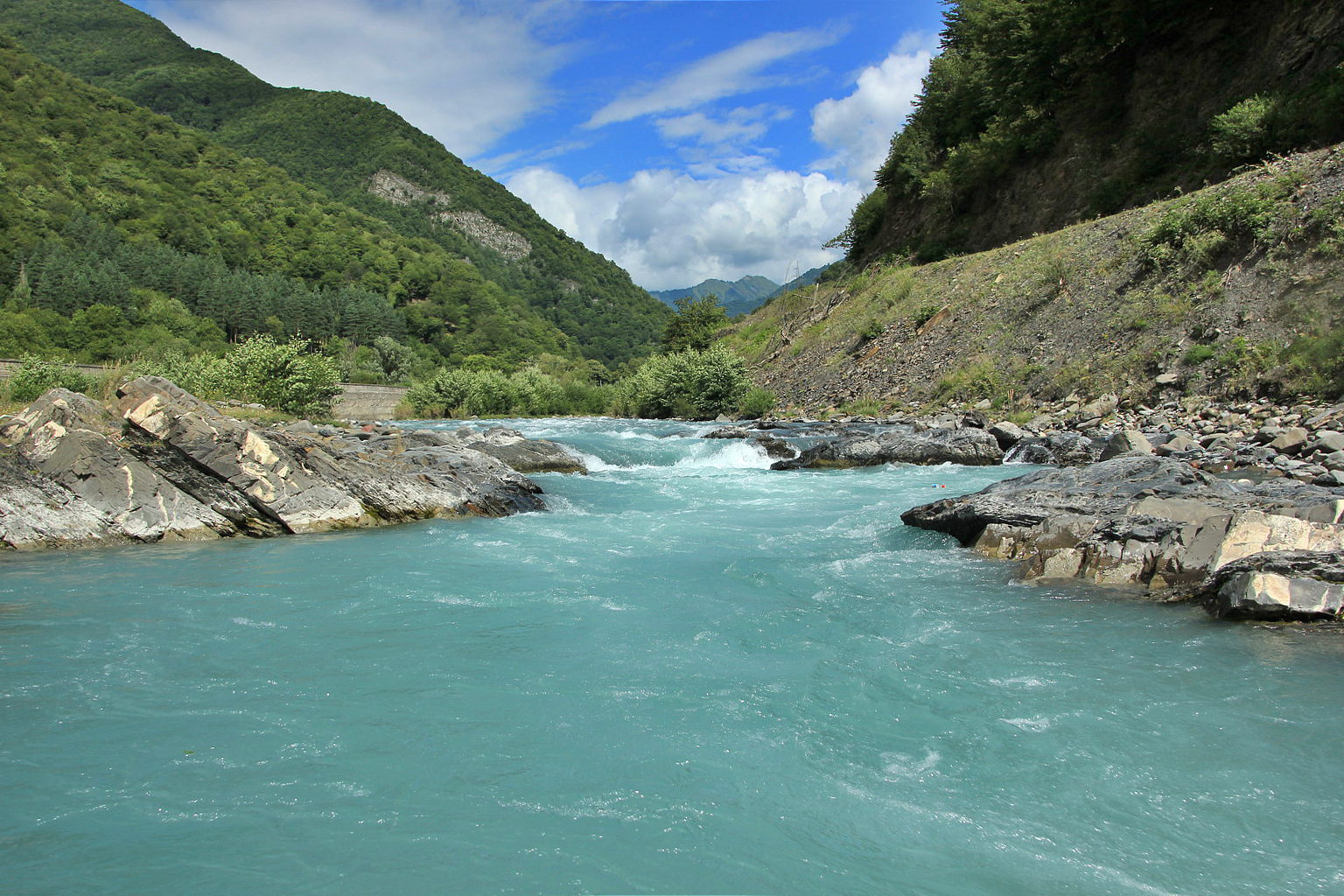
De Mtioeleti Aragvi bij Pasanaoeri.

De Aragvi is de belangrijkste rivier in Doesjeti die vier belangrijke takken heeft die vernoemd zijn naar de etnografische streken waar ze hun bron hebben. Deze bronnen liggen op een na in de gemeente Doesjeti. De vier takken zijn de Mtioeleti-, Goedamakari-, Chevsoer- en Psjavi-Aragvi. Bij Pasanaoeri vloeien de twee belangrijkste takken samen: de Mtioeleti-Aragvi en de Goedamakari-Aragvi. Aan deze twee wordt ook wel gerefereerd als respectievelijk de Tetri (Witte) en Sjavi (Zwarte) Aragvi.
Vanaf Pasanaoeri stroomt de rivier als Aragvi verder in zuidoostelijke richting naar het Zjinvali-reservoir, waar de Psjavi-Aragvi zich bij de Aragvi voegt. De Psjavi-Aragvi heeft op zijn beurt de Chevsoer-Aragvi als belangrijke zijrivier. Vanaf Zjinvali stroomt de Aragvi zuidwaarts naar Mtscheta waar de rivier in de Mtkvari uitmondt.
De vier verschillende hoofdbronnen van de Aragvi liggen in of direct naast de hoofdkam van de Grote Kaukasus. Deze bronnen zijn van west naar oost: het Keli vulkanisch hoogland (de berg Sjerchota) bij de grens met Zuid-Ossetië en de bergen Tsjaoechi, Archoti en Borbalo. De Mtioeleti-Aragvi wordt als langste tak gezien als de hoofdbron van de rivier.

## Demografie
Begin 2024 telde de gemeente Doesjeti 26.894 inwoners, een toename van 5% ten opzichte van de volkstelling van 2014. Het centrum van de gemeente, de stad Doesjeti, groeide het meest.
| Gemeente Doesjeti                                                       | -     | -     | -     | 37.778 | 37.096 | 37.199 | 37.390 | 33.636 | 25.659 | 26.199 | 26.894 |  |  |  |
|                                                                         |       |       |       |        |        |        |        |        |        |        |        |  |  |  |
| Doesjeti                                                                | 2.566 | 1.510 | 3.717 | 5.444  | 4.993  | 7.424  | 8.439  | 7.315  | 6.167  | 6.759  | 7.238  |  |  |  |
| Zjinvali                                                                | -     | 138   | -     | -      | -      | 2.385  | 3.867  | 1.929  | 1.828  | 2.063  | 2.513  |  |  |  |
| Pasanaoeri                                                              | -     | 338   | -     | -      | 1.837  | 1.813  | 2.182  | 1.583  | 1.148  | 1.155  | 1.100  |  |  |  |
| Verantwoording data: Bevolkingsstatistiek Georgië 1897 tot heden. Noot: |       |       |       |        |        |        |        |        |        |        |        |  |  |  |

### Etniciteit en religie

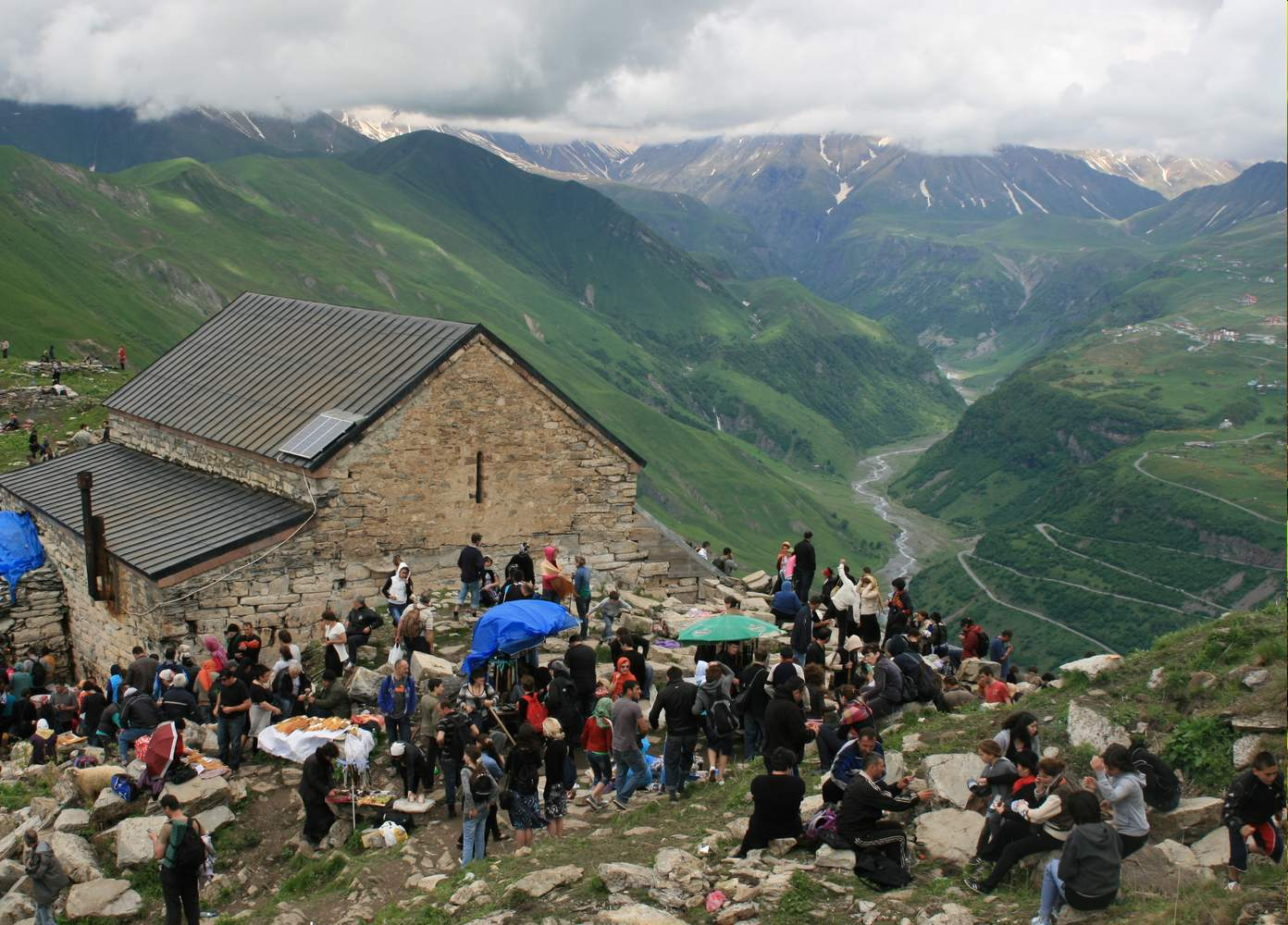
Christelijke Lomisobafestival op de grens met Zuid-Ossetië

De bevolking van Doesjeti bestond volgens de volkstelling van 2014 vrijwel geheel uit Georgiërs (97,2%). Het grootste deel van de overige inwoners is Osseets(2,4%, ruim 600). Andere etniciteiten zijn in geringe aantallen woonachtig: Russen, Armeniërs, Oekraïners en Pontische Grieken. De Osseten wonen vrijwel allemaal in de dorpen van de Mtsjadidzjvari dorpsgemeenschap (temi), bij de zuidoosthoek van Zuid-Ossetië.
De bevolking was in 2014 in lijn met de etnische samenstelling vrijwel geheel Georgisch-Orthodox (98,7%). Er werden verder minder dan 200 jehova's (0,7%) en enkele tientallen protestanten geregistreerd.

## Administratieve onderverdeling

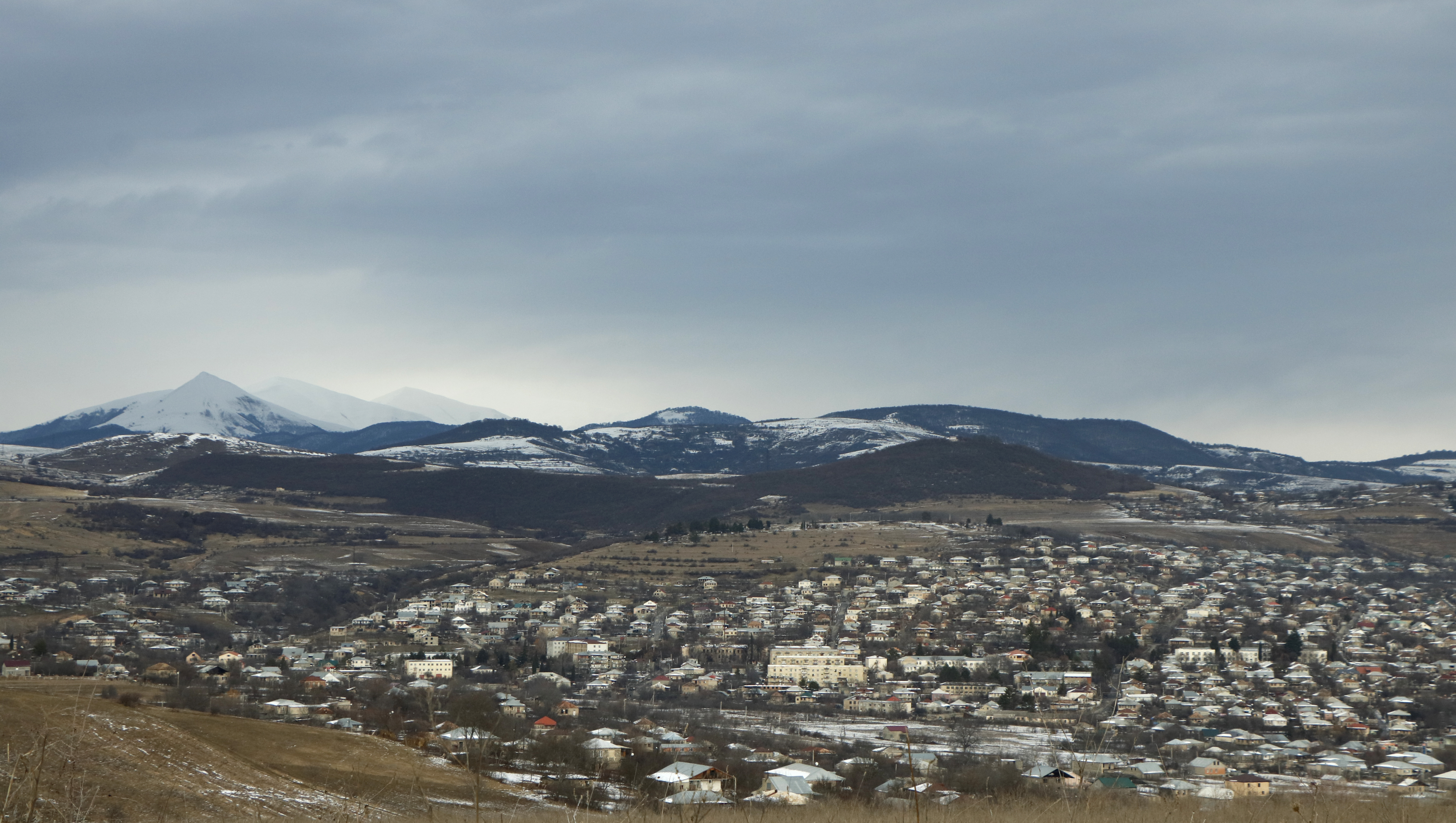
Hoofdplaats Doesjeti.

De gemeente Doesjeti is administratief onderverdeeld in 17 gemeenschappen (თემი, temi) met in totaal 287 dorpen (სოფელი, sopeli). Er zijn twee nederzettingen met een stedelijk karakter (დაბა, daba) en één stad (ქალაქი, kalaki).
- stad: Doesjeti;
- daba: Pasanaoeri en Zjinvali;
- dorpen: in totaal 287, waaronder Bodorna, Moetso en Sjatili.

## Bestuur

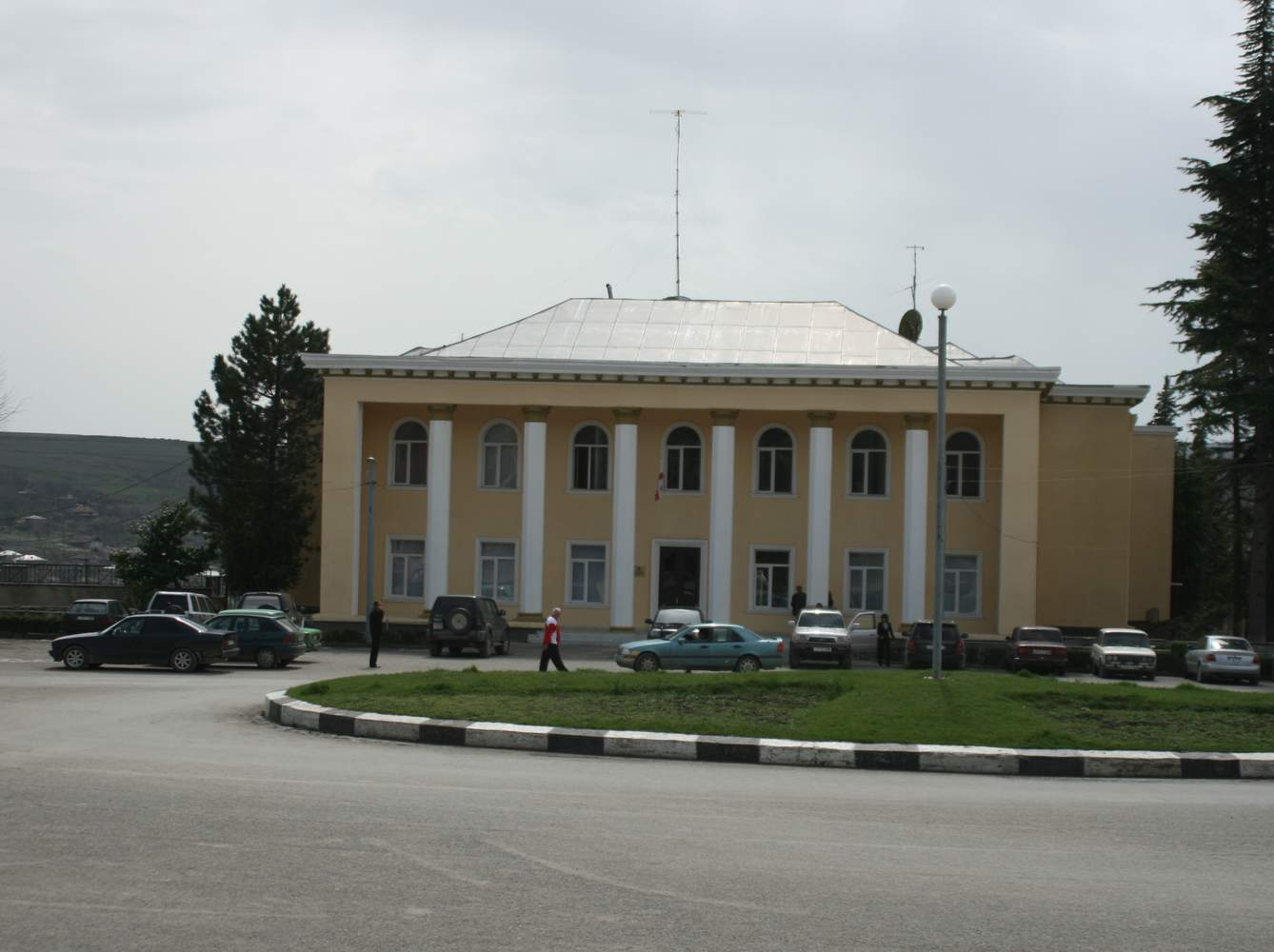
Gemeentehuis in Doesjeti

De gemeenteraad van Doesjeti (Georgisch: საკრებულო, sakreboelo) wordt elke vier jaar gekozen in een gemengd kiesstelsel. Een deel wordt via enkelvoudige kiesdistricten gekozen en een deel via evenredige vertegenwoordiging van gesloten partijlijsten, waarvoor een kiesdrempel geldt van drie procent.
| Partij | Partij                             | 2014 | 2017 | 2021 |
| ------ | ---------------------------------- | ---- | ---- | ---- |
|        | Georgische Droom (GD)              | 19   | 24   | 23   |
|        | Verenigde Nationale Beweging (UNM) | 1    | 2    | 5    |
|        | Georgische Arbeiderspartij         | 2    | 2    | 1    |
|        | Onafhankelijken                    | 6    | 1    |      |
|        | Overige partijen                   | 5    | 5    | 4    |
| Totaal | Totaal                             | 33   | 34   | 33   |

## Bezienswaardigheden

De gefortificeerde nederzetting Sjatili.

Het gebied dat Doesjeti omvat kent een rijke cultuur-historische geschiedenis en kent veel monumenten. Daarnaast is er veel natuurschoon.
- Ananoeri, fort uit de 16e-18e eeuw met kerk, fraai gelegen aan het Zjinvali-reservoir. Een van de fraaiste monumenten uit het feodale tijdperk van Georgië, direct gelegen aan de Georgische Militaire Weg.[26]
- Foedznari Maagd Mariakerk uit de 13e eeuw. De oudste koepelkerk in Mtscheta-Mtianeti. De kerk is na 2017 geheel gerestaureerd.[27]
- Sjatili, een middeleeuws versterkt dorp dat bestaat uit circa zestig woontorens. Het ligt aan de Georgisch-Tsjetsjeense grens.
- Psjav-Chevsoereti Nationaal Park, een nationaal park dat in de bergen in het noorden van de gemeente ligt en de historische regio's Psjavi en Chevsoeretië beslaat.[28]
- Lomisakerk, een hallenkerk uit de 9e-10e eeuw op de bergkam van het Lomisagebergte op circa 2.200 meter boven zeeniveau, op de grens met Zuid-Ossetië. Hier wordt elk jaar op de eerste woensdag na Pinksteren het Lomisobafestival gehouden.[29]

## Vervoer

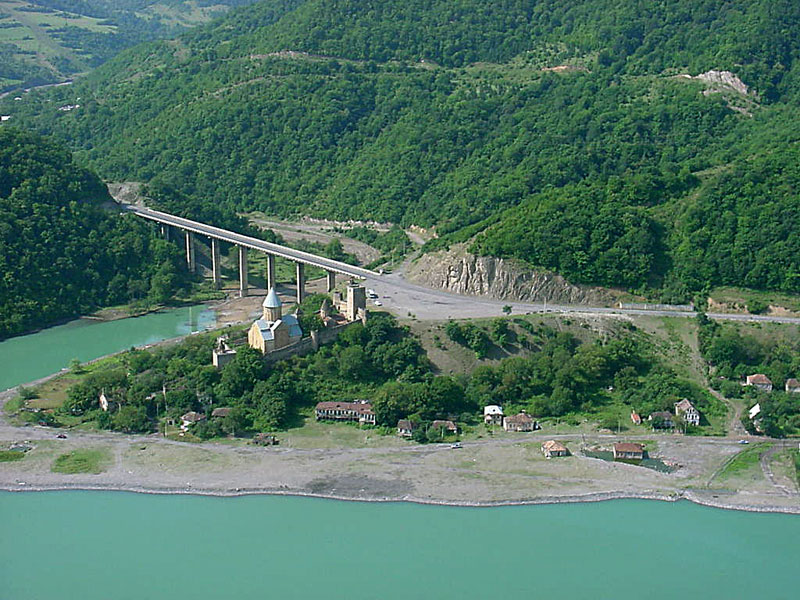
De Georgische Militaire Weg bij Ananoeri.

Door de gemeente passeert een van de belangrijkste transport corridors in Georgië: de historische Georgische Militaire Weg, of ook wel de route van internationaal belang S3 / (E117). Deze weg verbindt Tbilisi met Rusland. Deze weg is ook van belang voor Armeens-Russisch verkeer. Andere belangrijke wegen in de gemeente zijn onder andere de nationale routes Sh26 naar Sjatili en Moetso over de 2.689 meter hoge Datvisdzjvaripas, over de Grote Kaukasus waterscheiding. Maar ook de Sh27 naar Tianeti en Kacheti.